# 北海道のご当地ソング一覧
北海道のご当地ソング一覧（ほっかいどうのごとうちソングいちらん）では、日本の北海道を題材にしたご当地ソングの一覧を挙げる。
道民歌については「光あふれて」（他に「むかしのむかし」「北海ばやし」を含めた計3曲が「北海道民のうた」として制定されている）を、札幌市の「市民の歌」を始め道内の市町村が制定している市町村歌については北海道の市町村歌一覧を参照。
太字は、北海道出身の歌手。

## 北海道地方全般
- 「北海道のうた」HAMBURGER BOYS
- 「北の国の習い」 中島みゆき
- 「ヤーレンソーラン北海道」赤坂東児
- 「北海道恋物語」北島三郎
- 「ああ北海道には雪が降る」鶴岡雅義と東京ロマンチカ
- 「北海の満月」 井沢八郎
- 「北海の流氷」 井沢八郎
- 「イヨマンテの夜」伊藤久男
- 「2020(ニーゼロニーゼロ) イヨマンテの夜」細川たかし
- 「オコタンペの紅鈴蘭」津村謙
- 「コタンの哀歌」津村謙
- 「北国の青い空」（副題：Hokkaido Skies)：奥村チヨ
- 「流氷の島」 春日八郎
- 「北海道シャララ」カントリー娘。
- 「ほ・ほほほの北海道」北見熊の助
- 「ソーラン渡り鳥」こまどり姉妹
- 「どさん子一代」畠山みどり
- 「北海道は、どこにある?ここにある!」ゴンチチ
- 「北緯四十五度」鳥羽一郎
- 「北海の流氷」 橋幸夫
- 「北へ。」Four Seasons（千葉紗子、広橋佳以、大谷育江、豊口めぐみ）
- 「大空と大地の中で」松山千春
- 「北海一番船」水田竜子
- 「北海の終列車」 三橋美智也
- 「はるみ」都はるみ
- 「I'm A 北海道MAN」三橋美智也
- 「お～い北海道 （I'm A 北海道MAN）」とみたいちろう（上記の曲のカバー）
- 「GO!GO!北海道」バラクーダー
- 「やさいのマーチ」
- 「北の大地」北島三郎
- 「北海博行進曲」霧島昇&二葉あき子&コロムビア合唱団
- 「北海博おどり」音丸&伊藤久男
- 「北から」芹洋子
- 「俺のふるさと北海道」浜浩二、平島賢治（題名の「ふるさと」を「故郷」としてリリース）、松村和子
- 「EXPLOSIONのテーマ」PAPA B
- 「WAKE UP!!」PAPA B
- 「Supernova Express 2016」 GLAY
- 「ピリカピリカ」雪村いずみ
- 「流氷」石川さゆり
- 「流氷の詩」原あつこ[注釈 1]
- 「北海道」竹森巧
- 「なまらめんこいギャル」オーイシマサヨシ

## 札幌市
- 「テレビ塔のうた」HAMBURGER BOYS
- 「札幌の空」みんなのうた
- 「市民の歌」
- 「さっぽろの子」
- 「札幌ブルース」青江三奈
- 「札幌の女」青江三奈
- 「雪降る札幌」青江三奈
- 「東京の雨を札幌で」秋庭豊とアローナイツ
- 「中の島ブルース」秋庭豊とアローナイツ
- 「ラ・サッポロ」秋庭豊とアローナイツ
- 「札幌小唄」淡谷のり子
- 「白い街サッポロ」アン・ルイス
- 「えとらんぜ」五十嵐夕紀
- 「北風のピリオド」浦川智子
- 「恋の町札幌」石原裕次郎
- 「本日のスープ」大泉洋 with STARDUST REVUE
- 「流されて伏古」岡部道子
- 「北空港」桂銀淑&浜圭介
- 「もう一度札幌」小金沢昇司
- 「さよなら札幌」木谷力、小針一男
- 「好きですサッポロ」森雄二とサザンクロス
- 「トワイライト・サッポロ」森雄二とサザンクロス
- 「ラストナイト・イン札幌」サザンクロス&ルミ
- 「札幌シティーライト」ジェミニ&ドド
- 「札幌しのび雪」篠路圭子
- 「スターライト札幌」純烈
- 「あたしきっと無限ルーパー」私立恵比寿中学
- 「札幌ラブストーリー」杉野裕二
- 「時計台の鐘の鳴る街」芹洋子
- 「札幌えれじぃ」竹島ひろし
- 「時計台の鐘」土居裕子
- 「LAT.43°N 〜forty-three degrees north latitude〜」DREAMS COME TRUE
- 「虹と雪のバラード」トワ・エ・モワほか
- 「サッポロSNOWY」中島みゆき
- 「南三条」中島みゆき
- 「札幌エレジー」西田佐知子
- 「札幌にリラは薫れど」能沢佳子
- 「リラの花散る町」倍賞千恵子
- 「484のブルース」木立じゅん、平田満
- 「銀色の世界」ふきのとう
- 「初夏」ふきのとう
- 「達磨オヤジの唄」ふきのとう
- 「山のロープウェイ」ふきのとう
- 「雨の札幌」藤圭子
- 「酔いどれ札幌」二美仁
- 「札幌発最終便」フランク永井
- 「すべてはここから」THE BOYS&GIRLS
- 「北酒場」細川たかし
- 「哀愁の札幌」松坂慶子、浜圭介
- 「札幌哀愁」松平健
- 「サヨナラ札幌」和田弘とマヒナスターズ
- 「ブルーナイト・イン札幌」和田弘とマヒナスターズ、箱崎晋一郎
- 「定山渓」水森かおり
- 「札幌ふたりづれ」都はるみ、朝田のぼる
- 「ふたりの札幌」山岡浩二
- 「札幌の星の下で」黒沢明とロス・プリモス、森雄二とサザンクロス
- 「Approximately Infinite Universe」Yoko Ono
- すすきの
  - 「霧の夜のすすきの」沢知美
  - 「すすきのラ・ラ・バイ」小川はる子
  - 「すゝきのブルース」九条万里子
  - 「嗚呼 すすきの」スマイレージ
- 狸小路商店街
  - 「狸小路音頭」
  - 「狸小路のうた」朝丘雪路&ボニージャックス
  - 「ポンポコサンバ'75」・「ポンポコサンバ」（新ヴァージョン）

## 道央
- 石狩市
  - 「石狩の町よさようなら」松山恵子
  - 「シャケサンバ」
  - 「石狩慕情」石川さゆり
  - 「石狩ブルース」田端義夫
  - 「石狩の春」田端義夫
  - 「石狩ブルース」夢三郎
  - 「石狩挽歌」北原ミレイ（のちに中森明菜や細川たかしら多くの歌い手がカバーしている）
- 石狩市（旧・厚田村）
  - 「厚田村」新沼謙治
- 石狩川
  - 「石狩川」こまどり姉妹
  - 「石狩川悲歌」三橋美智也
- 石狩平野
  - 「石狩列車」 北原謙二
  - 「石狩エレジー」霧島昇
  - 「石狩吹雪」木立じゅん
- 江別市
  - 「あの空に立つ塔のように」大泉洋
- 小樽市
  - 「おれの小樽」石原裕次郎
  - 「小樽」小金沢昇司
  - 「面影の小樽」瀬口侑希
  - 「小樽のひとよ」 鶴岡雅義と東京ロマンチカ
  - 「小樽運河」都はるみ
  - 「小樽の灯」青江三奈
  - 「たずねて小樽」森進一
  - 「小樽小唄」朝居丸子
  - 「小樽小唄」淡谷のり子（朝居丸子のものとは異なるが、組み合わせ曲）
  - 「新小樽小唄」小唄勝太郎
  - 「小樽行進曲」小林千代子
  - 「小樽絶唱」清水博正
  - 「想い出小樽」山内惠介
- 倶知安町
  - 「ウイ・ラブ・くっちゃん」中谷功 & 小田千香子
  - 「くっちゃんの夜」小田千香子
  - 「倶知安ブルース」アローナイツ
- 神恵内村
  - 「積丹半島」天童よしみ
- 積丹町
  - 「積丹岬に泣く女」九条まり子
  - 「積丹岬」春日八郎
  - 「積丹哀歌」白根一男
  - 「神威岬」美川憲一
  - 「カムイ伝説」森山良子
  - 「岬まで」さだまさし
- 余市町
  - 「余市の女」水田竜子
- 支笏湖
  - 「紅すずらんの伝説」ラブリーズ
  - 「支笏湖慕情」美咲じゅん子
  - 「支笏湖」三上寛
  - 「水に咲く花・支笏湖へ」水森かおり
- 三笠市
  - 「幾春別の詩」倉橋ルイ子
  - 「幾春別川」長山洋子
- 美唄市
  - 「美唄の風」真木柚布子
- 夕張市
  - 「愛の始発駅〜夕張夫妻のうた〜」島田夫妻
  - 「終着駅」奥村チヨ
  - 「夕張のうた」夕張の子どもたちと中西圭三・Masako
- 夕張川
  - 「夕張川」鈴木一平
  - 「夕張川から」山内惠介
- 上砂川町
  - 「悲別〜かなしべつ〜」川野夏美
- 苫小牧市
  - 「ウトナイ湖」若原一郎
  - 「あゝ勇払千人隊」二葉百合子
  - 「勇払原野」井沢八郎
  - 「苫小牧港開発の歌」ダーク・ダックス
  - 「ゆのみの花」美咲じゅん子
  - 「ほっきのうた」かんばやしまなぶ
- 静内町（現・新ひだか町）
  - 「遠い星」下川みくに
- えりも町
  - 「襟裳岬」（作詞：丘灯至夫 作曲：遠藤実）島倉千代子
  - 「襟裳岬」（作詞：岡本おさみ 作曲：吉田拓郎）森進一、吉田拓郎

## 道南
- 函館市
  - 「夕陽の町函館」青江三奈
  - 「凾館ブルース」小野由紀子
  - 「函館ブルース」近江亜矢（上記の小野由紀子の曲のカバー）
  - 「函館のランタン娘」小畑実
  - 「函館の女」北島三郎
  - 「Winter,again」GLAY
  - 「函館の雨はリラ色」瀬川瑛子
  - 「函館山から」美空ひばり
  - 「函館行進曲」藤山一郎
  - 「函館小唄」阿部秀子
  - 「函館日日新聞社歌」霧島昇
  - 「雨の函館」角川博
  - 「函館夜景」杜このみ
  - 「函館ハーバーセンチメント」あがた森魚 
  - 「ふるさとになりたい」暁月めぐみ
  - 「愛しの函館」大石まどか
- 立待岬
  - 「立待岬」森昌子
- 江差町
  - 「江差・追分・風の街」大川栄策
  - 「さすらい鴎」神園さやか
  - 「江差恋唄」松音ゆかり
  - 「江差情歌」音羽しのぶ
  - 「江差初しぐれ」杜このみ
  - 「江差恋しぐれ」水城なつみ
- 駒ヶ岳・大沼
  - 「お元気ですかお父さん」日高美子
- 奥尻島
  - 「奥尻はいま」島津亜矢
  - 「奥尻の風に乗って」野村吉文

## 道北
- 旭川市
  - 「氷点」玉置浩二
  - 「旭川恋の町」細川たかし
  - 「旭川の夜」美川憲一
  - 「旭川の女」藤圭子「さいはての女 (アルバム)」収録
  - 「旭川ブルース」中坪健
  - 「旭川小唄」関種子
  - 「1AM IN ASAHIKAWA」C.O.S.A.
- 名寄市
  - 「Sun Pillar」滑川宝水
- 富良野市
  - 「北の国から〜遥かなる大地より〜」さだまさし
- 大雪山
  - 「大雪山」細川たかし
  - 「大雪よ」新沼謙治
- 留萌市
  - 「留萌の夜」九条万里子
  - 「留萌 人情 みなと町」松前ひろ子
- 天塩川
  - 「天塩川」都はるみ
  - 「天塩川」水森かおり
- サロベツ原野
  - 「サロベツ慕情」都はるみ
  - 「サロベツ原野」鳥羽一郎
- 興部町
  - 「Oh!コッペ節」殿さまキングス
  - 「沙留の里の子守唄」東八郎
- 稚内市
  - 「稚内」Galileo Galilei
  - 「稚内から」村下孝蔵
  - 「稚内ブルース」（作詞作曲：藤本卓也）小宮あけみ、原みつるとシャネル・ファイブ
  - 「稚内ブルース」（作詞：星野哲郎 作曲：船村徹）鳥羽一郎
  - 「北の果て」大月みやこ
  - 「氷雪の門」畠山みどり
  - 「稚内Do!」中西圭三、SE-NO
- 宗谷岬
  - 「宗谷岬」（作詞：吉田弘 作曲：船村徹）黒木真理、ダ・カーポ、千葉紘子、芹洋子、ボニー・ジャックス
  - 「宗谷岬」（作詞作曲：松山千春）松山千春、八代亜紀
  - 「ふるさとは宗谷の果てに」城卓矢、西郷輝彦、大友和也
- 利尻水道
  - 「利尻水道」川野夏美
- 利尻・礼文航路
  - 「最北航路」香西かおり
  - 「礼文情歌」日高一也
- 利尻島
  - 「利尻慕情」畠山みどり、谷有二、バーブ佐竹
- 礼文島
  - 「礼文宿」こおり健太
  - 「礼文うすゆき草」千葉紘子
  - 「礼文島」田端義夫
- 宗谷海峡
  - 「宗谷海峡」大月みやこ

## 道東
- 釧路市
  - 「挽歌」越路吹雪
  - 「釧路にて」合田道人
  - 「愛されて釧路」小林ひさし
  - 「夜霧の釧路」津山洋子
  - 「釧路の駅でさようなら」三浦洸一
  - 「釧路の駅であきらめました」真咲よう子
  - 「釧路の夜」美川憲一
  - 「めぐり逢い」長山洋子
  - 「釧路空港」山内惠介
  - 「釧路みれん」尾崎裕二
  - 「釧路川みれん」北原ミレイ
  - 「霧の釧路は恋の街」香川裕子
  - 「釧路川」五木ひろし
  - 「赤い燈台」小柳ルミ子、吉田拓郎
- 釧路湿原
  - 「釧路湿原」水森かおり
- 阿寒湖
  - 「毬藻の唄」安藤まり子、九条万里子、芹洋子
  - 「湖の祈り」小柳ルミ子
  - 「マリモに触れたら阿寒湖」ずれやまズレ子
- 屈斜路湖
  - 「ネッシーとクッシー」田中星児
- 摩周湖
  - 「黒百合の歌」織井茂子 ※1991年鈴木京香主演NHK朝ドラでは藤野ひろ子がカバー※のちに工藤静香がカバー
  - 「霧の摩周湖」布施明
- 網走市
  - 「網走番外地 (曲)」高倉健
  - 「網走番外地」若山富三郎
  - 「流氷の駅」走裕介
  - 「網走子守唄」井上宗孝とシャープファイブ
  - 「圭子の網走番外地」藤圭子
- サロマ湖
  - 「サロマ湖の歌」伊藤久男
  - 「サロマ湖の空」三田明
- 北見市
  - 「ホルモンマジック☆」びぃふしちゅー
- 美幌町
  - 「美幌小唄・美幌観光音頭」美ち奴
  - 「美幌峠」美空ひばり
  - 「美幌ブルース」日高一也
- 石北峠
  - 「石北峠」長坂純一（2012年に清水博正がカバー）
- 温根湯温泉
  - 「温根湯慕情」
  - 「温根湯雨情」原田ことみ
- 知床
  - 「知床旅情」森繁久彌、加藤登紀子
  - 「知床挽歌」若山かずさ
  - 「オホーツク海岸」川野夏美
- 知床岬
  - 「知床岬」田端義夫
- 羅臼町
  - 「羅臼」吉幾三
- 岩尾別
  - 「岩尾別旅情」さとう宗幸
- 愛冠岬
  - 「愛冠岬」松原のぶえ
- 風蓮湖
  - 「風蓮湖の歌」大津美子
  - 「風連湖」山内惠介
- 根室市
  - 「花咲港」川中美幸
  - 「北海めおと節」天童よしみ
  - 「根室の辰」宮地オサム
  - 「珸瑤瑁海峡」大月みやこ
- 納沙布岬
  - 「さいはての唄～ノサップ岬～」都はるみ
  - 「納沙布岬」（作詞作曲：山崎ハコ）北原ミレイ
  - 「流氷岬」山崎ハコ（上記の北原の曲をセルフカバー）
  - 「人情岬」とんねるず
  - 「納沙布みれん」美川憲一
- 中標津町
  - 「NAKASHIBETSU」伊勢正三
- 野付半島
  - 「まぼろしのキラク」新沼謙治
  - 「野付半島」山内恵介
- 北方領土
  - 「北方領土の歌」三浦洸一
  - 「オホーツクの舟唄」森繁久彌、倍賞千恵子
  - 「国後の女」春日八郎
  - 「北郷の母」二葉百合子
  - 「鶴への祈り・北の千羽鶴」岩本公水
  - 「春は四島（しま）から」浜田朱里
  - 「望郷千島唄」塩まさる
- 十勝
  - 「南十勝へ」宮崎祐里子
  - 「十勝厳冬」松原のぶえ
  - 「十勝平野」戸川よし乃（中村仁美）
  - 「十勝望郷歌」戸川よし乃
  - 「ALMOST HOME」 DREAMS COME TRUE
- 新得町
  - 「狩勝峠」長坂淳一
  - 「狩勝の美少年」川田孝子
  - 「狩勝小唄」藤山一郎
- 帯広市
  - 「帯広の夜」山本ひろし
  - 「帯広の町よさようなら」こまどり姉妹
  - 「愛の国から幸福へ」芹洋子
  - 「おびひろラプソディー」殿さまキングス
- 音更町
  - 「ああ音更」芦川るい
  - 「音更の雪」瀬口侑希
- 中札内村
  - 「二人の北海道」カントリー娘。
- 足寄町
  - 「足寄より」松山千春
- 然別湖
  - 「然別湖旅情」志水崇之
- 根室海峡
  - 「根室海峡」大月みやこ

## 複数の地域／その他の地域
- 函館市・小樽市・苫小牧市・留萌市・滝川市・稚内市・（つがる市・八戸市・大湊）
  - 「風雪ながれ旅」 北島三郎
- 函館市・苫小牧市・釧路市・室蘭市・（青森市）
  - 「初恋列車」氷川きよし
- 札幌市・（大阪市・長崎市）
  - 「中の島ブルース」内山田洋とクール・ファイブ
- オホーツク海沿岸
  - 「流氷の手紙」城之内早苗
  - 「オホーツクの舟唄」森繁久彌、倍賞千恵子
  - 「オホーツクの海」松山千春
  - 「流氷」石川さゆり
  - 「流氷の街」 渡哲也
  - 「おもいで岬」 新沼謙治
- 釧路市・函館市・小樽市
  - 「北の旅人」石原裕次郎
- 函館市・釧路市
  - 「旅の終りに」冠二郎
- 屈斜路湖・大楽毛・岩尾別
  - 「北海道ブルース」八代亜紀

## 鉄道路線
- 道南いさりび鉄道
  - 「いさりび鉄道」浅田あつこ
- 函館本線
  - 「北海道函館本線」三橋美智也
- 函館本線（石狩平野）
  - 「函館本線」山川豊
- 函館本線
  - 「僕は特急の機関士で（北海道巡りの巻）」三木鶏郎・丹下キヨ子・安藤まり子
- 広尾線（愛国駅、幸福駅）
  - 「愛の国から幸福へ」芹洋子
- 宗谷本線
  - 「宗谷本線」山内惠介
  - 「宗谷本線 比布駅」水森かおり
- 石北本線
  - 「石北本線」多岐川舞子
  - 「流氷の駅」走裕介
  - 「呼人駅」走裕介
- 釧網本線
  - 「釧網本線」走裕介
- 花咲線
  - 「花咲線～いま君に会いたい～」松原健之
  - 「終着・・・雪の根室線」秋本涼子
  - 「残雪根室本線」山内惠介

## 航路
- 苫小牧港〜仙台港航路
  - 「落陽」吉田拓郎
- 東日本フェリー
  - 「北国の海」アイ・ジョージ
- 青函連絡船
  - 「津軽海峡・冬景色」石川さゆり

## 食文化
- 「ジンギスカン」仁井山征弘
- 「たそがれのザンギ」仁井山征弘
- 「ジンギスカンでも食べながら」佐藤のりゆき
- 「牛玉ステーキ丼の歌」岩佐美咲（十勝清水牛玉ステーキ丼 公式テーマソング）
- 「お母さんの牛玉ステーキ丼」工藤麗美・安藤友香（十勝清水牛玉ステーキ丼 公式テーマソング）
- 「愛しの塩ラーメン」暁月めぐみ